# Liste des églises-halles du Nord et du Pas-de-Calais
Liste des églises-halles ou hallekerques du Nord et du Pas-de-Calais, des anciens comtés d'Artois de Flandre et de Hainaut.

## Liste
Les églises sont triées par ville.
| Nom                                          | Commune (lieu-dit ou quartier) | Type | Dates           | Illustration                                                                            | Remarques |
| -------------------------------------------- | ------------------------------ | --- | --------------- | --------------------------------------------------------------------------------------- | --- |
| Église Saint-Martin d'Audruicq               | Audruicq                       | Nef à 3 vaisseaux sans transept et clocher en façade intégré au vaisseau central de la nef. |                 |                                                                                         | |
| Église Saint-Martin d'Arnèke                 | Arnèke                         | Nef à 3 vaisseaux sans transept et clocher en façade devant le vaisseau central de la nef. | XVIe-XVIIe      |                                                                                         | |
| Église Saint-Martin de Boeschepe             | Boeschepe                      | Nef à 3 vaisseaux sans transept et clocher en façade devant le vaisseau central de la nef. |                 |                                                                                         | |
| Église Saint-Léger de Boëseghem              | Boëseghem                      | Nef à 3 vaisseaux sans transept et clocher au dessus du vaisseau central de la nef *. | XVIe            |                                                                                         | * À l'origine le plan de l'église était inversé : la façade de l'entrée occupait le chœur actuel et le clocher se trouvait au dessus de l'ancien chœur, le plan de l'église fut par la suite réorganisé, l'entrée et le chœur déplacés laissant le clocher au dessus de la nef. |
| Église Saint-Wandrille de Bollezeele         | Bollezeele                     | Chœur à 3 vaisseaux adossé à une église de plan basilical et clocher au dessus de la croisée du transept.                                                                                      |                 |                                                                                         | |
| Collégiale Notre-Dame-de-la-Crypte           | Cassel                         | Trois nefs de même hauteur. |                 |                                                                                         | Attestée depuis le Xe siècle. |
| Église Saint-Sauveur de Desvres              | Desvres                        | Nef à 3 vaisseaux sans transept et clocher au dessus du vaisseau central de la nef. |                 |                                                                                         | |
| Église Saint-Quentin d'Ennevelin             | Ennevelin                      | Nef à 3 vaisseaux sans transept et clocher en façade devant le vaisseau central de la nef. |                 |                                                                                         | |
| Église Saint-Folquin d'Esquelbecq            | Esquelbecq                     | Nef à 3 vaisseaux avec transept et clocher au dessus de la croisée du transept. |                 |                                                                                         | |
| Église Saint-Mathieu de Flêtre               | Flêtre                         | Nef à 3 vaisseaux sans transept et clocher en façade devant le vaisseau central de la nef. |                 |                                                                                         | |
| Église Saint-Vincent de Haverskerque         | Haverskerque                   | Nef à 3 vaisseaux avec transept et clocher au dessus de la croisée du transept. |                 |                                                                                         | |
| Église Saint-Éloi d'Hazebrouck               | Hazebrouck                     | Nef à 3 vaisseaux avec transept et clocher en façade devant le vaisseau central de la nef. | XVe-XVIe        |                                                                                         | |
| Église Notre-Dame de l'Assomption            | Herzeele                       | Nef à 3 vaisseaux sans transept et clocher en façade devant le vaisseau central de la nef. |                 |                                                                                         | |
| Église Saint-Martin                          | Houplin-Ancoisne               | Nef à 3 vaisseaux avec transept et clocher en façade intégré au vaisseau central de la nef. |                 |                                                                                         | |
| Église Saint-Omer de Ledringhem              | Ledringhem                     | Nef à 3 vaisseaux sans transept et clocher en toiture intégré au vaisseau central de la nef.                                                                                                   |                 |                                                                                         | |
| Église Saint-Vaast                           | Leers                          | Nef à 3 vaisseaux sans transept et clocher en façade devant le vaisseau central de la nef. | XVe             |                                                                                         | |
| Ancienne église Saint-Étienne détruite       | Lille (Lille Centre)           | Nef à 5 vaisseaux* avec transept et clocher en façade devant le vaisseau central de la nef. | XIIIe ou XIVe   |                                                                                         | Détruite en 1792 lors du siège de la ville par le Saint-Empire. * La nef comportait 1 vaisseau central et 2 collatéraux de même largeur ainsi que de chaque côtés des chapelles flanquant les vaisseaux collatéraux donnant une hallekerque à 5 vaisseaux.                      |
| Église Saint-Maurice                         | Lille (Lille Centre)           | Nef à 5 vaisseaux avec transept et clocher en façade intégré au vaisseau central de la nef *.                                                                                                  | XIVe-XXe        | - Façade avant 1868 et ancien clocher. - Nouvelle façade après 1868 et nouveau clocher. | * Cette disposition du clocher était déjà celle présente avant l'allongement de l'église en 1868 par l'ajout de 3 travées supplémentaire et le déplacement de la façade. Le clocher de la façade d'origine a été démoli au début du XIXe.                                       |
| Église Saint-Sauveur détruite                | Lille (Lille Centre)           | Nef à 3 vaisseaux avec transept et clocher en façade devant le vaisseau central de la nef. |                 |                                                                                         | Détruite par un incendie en 1896. |
| Église Sainte-Catherine                      | Lille (Vieux-Lille)            | Nef à 3 vaisseaux sans transept et clocher en façade devant le vaisseau central de la nef. | XVe-XVIIIe      |                                                                                         | |
| Église Saint-Vaast                           | Lynde                          | Nef à 3 vaisseaux sans transept et clocher au dessus du vaisseau central de la nef. |                 |                                                                                         | |
| Église Saint-Vincent de Marcq-en-Barœul      | Marcq-en-Barœul                | Hallenkerk tardive du XIXe, d'origine nef à 1 vaisseau et collatéraux transformée en 1865 en Hallenkerk à 3 vaisseaux avec transept et clocher en façade devant le vaisseau central de la nef. | XIIe-XIXe       |                                                                                         | |
| Église Saint-Omer de Millam                  | Millam                         | Nef à 3 vaisseaux avec transept et clocher au dessus de la croisée du transept. |                 |                                                                                         | |
| Église Saint-Martin détruite                 | Nieppe                         | Nef à 3 vaisseaux avec transept et clocher au dessus de la croisée du transept. |                 |                                                                                         | |
| Église Saint-Nicolas d'Oost-Cappel           | Oost-Cappel                    | Nef à 3 vaisseaux inégaux sans transept et clocher en façade intégré au vaisseau droit de la nef.                                                                                              |                 |                                                                                         | |
| Église Saint-Nicolas de Péronne-en-Mélantois | Péronne-en-Mélantois           | Nef à 3 vaisseaux sans transept et clocher en façade intégré au vaisseau central de la nef. | XVIe            |                                                                                         | |
| Église Saint-Omer de Rexpoëde                | Rexpoëde                       | Nef à 3 vaisseaux sans transept et clocher en façade intégré au vaisseau central de la nef. | XVe-XVIè        |                                                                                         | |
| Église Saint-Omer de Quaëdypre               | Quaëdypre                      | Nef à 3 vaisseaux avec transept et clocher au dessus de la croisée du transept | XIe-XVIe- XVIIe |                                                                                         | |
| Église Saint-Pierre de Santes                | Santes                         | Nef à 3 vaisseaux sans transept et clocher en façade devant le vaisseau central de la nef. | XVe             |                                                                                         | |
| Église Saint-Laurent de Sequedin             | Sequedin                       | Nef à 3 vaisseaux sans transept et clocher en façade intégré au vaisseau central de la nef. |                 |                                                                                         | |
| Église Saint-Érasme de Sercus                | Sercus                         | Nef à 3 vaisseaux sans transept et clocher au dessus du chœur *. |                 |                                                                                         | * Le chœur et le clocher datent du XIIe siècle. |
| Église Saint-Pierre de Steenbecque           | Steenbecque                    | Nef à 3 vaisseaux avec transept et clocher au dessus de la croisée du transept. |                 |                                                                                         | |
| Église Saint-Martin de Steene                | Steene                         | Chœur à 3 vaisseaux adossé à une nef à 2 vaisseaux sans transept et clocher au dessus du vaisseau central chœur.                                                                               |                 |                                                                                         | |
| Église Saint-Martin de Templeuve-en-Pévèle   | Templeuve-en-Pévèle            | Hallenkerk tardive du XIXe, nef à 3 vaisseaux avec transept et clocher en façade intégré au vaisseau central de la nef.                                                                        |                 |                                                                                         | |
| Église Saint-Martin de Terdeghem             | Terdeghem                      | Nef à 3 vaisseaux avec transept et clocher au dessus de la croisée du transept. |                 |                                                                                         | |
| Église Saint Martin (cathégorie aux Commons) | Thérouanne                     | halle escalonnée | 1859            |                                                                                         | mélange des formes classiques et gothiques |
| Église Saint-Sébastien d'Annappes            | Villeneuve-d'Ascq (Annappes)   | Nef à 3 vaisseaux sans transept et clocher en façade devant le vaisseau central de la nef. |                 |                                                                                         | |
| Église Notre-Dame de l'Assomption de Warhem  | Warhem                         | Nef à 3 vaisseaux avec transept et clocher au dessus de la croisée du transept. |                 |                                                                                         | |
| Église Saint-Martin de Wormhout              | Wormhout                       | Nef à 3 vaisseaux sans transept et clocher en façade devant le vaisseau central de la nef. | XVIe-XVIIe      |                                                                                         | |
| Église Saint-Omer de Zegerscappel            | Zegerscappel                   | Nef à 2 vaisseaux avec transept et clocher au dessus de la croisée du transept. |                 |                                                                                         | |